# IX. Zivilsenat des Bundesgerichtshofes
Der IX. Zivilsenat ist ein Spruchkörper des Bundesgerichtshofs. Es handelt sich um einen von derzeit insgesamt dreizehn Senaten, die sich mit Zivilsachen befassen.
Er ist derzeit hauptsächlich für Insolvenzrecht, Anwalts- und Steuerberaterhaftung zuständig.

## Errichtung
Der IX. Zivilsenat wurde zum 1. März 1968 durch Teilung des IV. Zivilsenats errichtet. Den Vorsitz übernahm Ernst Mai. Die meisten Richter des IV. Zivilsenats wechselten zu dem neu errichteten IX. Zivilsenat. Stellvertretender Vorsitzender wurde zunächst Kurt Wüstenberg, der aber ab 1. Dezember 1968 wieder dem IV. Zivilsenat angehörte. Ebenfalls aus dem IV. Zivilsenat in den IX. Zivilsenat übergetreten sind Günther Maaß, Hans Loewenheim, Georg Graf, Jochen-Hilmar von der Mühlen und Erhard Bökelmann. 
Der neu errichtete Senat übernahm vom IV. Zivilsenat die Zuständigkeiten in Angelegenheiten der Entschädigung nationalsozialistischen Unrechts nach dem Bundesentschädigungsgesetz und für Rückgriffssachen, die mit Rückerstattungssachen zusammenhingen. Die Eingänge in diesen Angelegenheiten waren in den späten sechziger Jahren des 20. Jahrhunderts stark angestiegen, erreichten 1969 ihren Höchststand und sanken in den kommenden Jahren nur langsam ab.

## Besetzung
Der Senat ist gegenwärtig (Stand: Januar 2024) wie folgt besetzt:
- Vorsitzender: Heinrich Schoppmeyer
- Stellvertretender Vorsitzender: Volker Schultz
- Beisitzer: Praxedis Möhring, Christian Röhl, Dorrit Selbmann, Sven Harms, Alexander Weinland, Christian Kunnes

## Vorsitzende
| Nr. | Name (Lebensdaten)                | Beginn der Amtszeit | Ende der Amtszeit  |
| --- | --------------------------------- | ------------------- | ------------------ |
| 1   | Ernst Mai (* 1915)                | März 1968           | 30. Juni 1983      |
| 2   | Franz Merz (1927–1993)            | 1. Juli 1983        | 29. Februar 1992   |
| 3   | Helmut Brandes (* 1932)           | 1. März 1992        | 30. September 1997 |
| 4   | Bernd-Arthur Paulusch (1942–2000) | 17. Oktober 1997    | 20. April 2000     |
| 5   | Gerhart Kreft (* 1939)            | 27. November 2000   | 31. August 2004    |
| 6   | Gero Fischer (* 1943)             | 2. September 2004   | 31. März 2008      |
| 7   | Hans Gerhard Ganter (* 1945)      | 1. April 2008       | 31. Oktober 2010   |
| 8   | Godehard Kayser (* 1954)          | 17. November 2010   | 30. Juni 2020      |
| 9   | Dietmar Grupp (* 1956)            | 1. Juli 2020        | 31. Oktober 2022   |

## Zuständigkeit
Nach dem Geschäftsverteilungsplan des BGH (Stand 2021) ist der IX. Zivilsenat zuständig für:
1. die Rechtsstreitigkeiten über Angelegenheiten des Bundesgesetzes zur Entschädigung für Opfer der nationalsozialistischen Verfolgung (Bundesentschädigungsgesetz);
2. Rückerstattungssachen;
3. die Rechtsstreitigkeiten über Auftragsverhältnisse (§§ 662–676c BGB) und Geschäftsführung ohne Auftrag (§§ 677–687 BGB)
  1. betreffend Ansprüche von und gegen Rechtsanwälte und Rechtsbeistände,
  2. betreffend Ansprüche aus steuerlicher Beratung;
4. Schadensersatzansprüche wegen Pflichtverletzungen gegen Rechtsanwälte und Rechtsbeistände;
5. Schadensersatzansprüche aufgrund sonstiger besonderer Gesetzesvorschriften (z. B. § 302 Abs. 4, §§ 717, 945 ZPO), soweit sie nicht einem anderen Senat besonders zugewiesen sind;
6. die Rechtsstreitigkeiten über
  1. Zwangsvollstreckung in Grundstücke mit Einschluss von Kauf und Tausch von Rechten aus dem Meistgebot (§ 81 ZVG), soweit nicht der V. Zivilsenat (Nr. 1 d, Nr. 4) zuständig ist,
  2. Zwangsvollstreckung in anderes als unbewegliches Vermögen (einschließlich der Klagen auf Vollstreckbarerklärung ausländischer Entscheidungen und mit Einschluss von § 771 ZPO, dagegen mit Ausschluss der §§ 767–769 ZPO), soweit nicht der VII. Zivilsenat (Nr. 4) oder der XII. Zivilsenat (Nr. 4) zuständig ist,
  3. Zwangsvollstreckung zur Erwirkung der Herausgabe von Sachen und zur Erwirkung von Handlungen oder Unterlassungen (§§ 883 ff ZPO) sowie eidesstattliche Versicherung und Haft (§§ 899 ff ZPO), soweit nicht der I. Zivilsenat (Nr. 10) zuständig ist,
  4. Insolvenz (einschließlich Konkurs- und Vergleichsordnung) und Anfechtung von Rechtsgeschäften eines Schuldners zum Nachteil seiner Gläubiger außerhalb des Konkurs- und Insolvenzverfahrens (AnfechtungsG), auch soweit Scheingeschäft behauptet wird,
  5. Schiedsvereinbarungen und Schiedssprüche (§§ 1025 ff ZPO) in den Sachen, in denen ein Mitglied des I. Zivilsenats Schiedsrichter ist oder war;
7. die Entscheidungen in den Fällen des § 2 ZVG;
8. die Entscheidungen über die Zulassung der Zwangsvollstreckung aus ausländischen Titeln im sachlichen Anwendungsbereich des Gesetzes zur Ausführung zwischenstaatlicher Verträge und zur Durchführung von Verordnungen und Abkommen der Europäischen Gemeinschaft auf dem Gebiet der Anerkennung und Vollstreckung in Zivil- und Handelssachen (Anerkennungs- und Vollstreckungsausführungsgesetz – AVAG) vom 3. Dezember 2009 (BGBl. I S. 3830) und über die Versagung der Zwangsvollstreckung nach der Verordnung (EU) Nr. 1215/2012 des Europäischen Parlaments und des Rates vom 12. Dezember 2012 über die gerichtliche Zuständigkeit und die Anerkennung und Vollstreckung von Entscheidungen in Zivil- und Handelssachen (EuGVVO nF) oder nach § 1115 ZPO, soweit nicht der XII. Zivilsenat (Nr. 4) zuständig ist;
9. die Entscheidungen nach Art. 2 des Gesetzes zum Europäischen Übereinkommen vom 16. Mai 1972 über Staatenimmunität vom 22. Januar 1990 (BGBl. II S. 34);
10. die Rechtsstreitigkeiten über Darlehensverträge (§§ 488 ff, §§ 607 ff BGB), soweit nicht der XI. Zivilsenat (Nr. 3) zuständig ist.

## Geschichte
Der IX. Zivilsenat wurde vorübergehend in den Jahren 2003 und 2004 durch einen Hilfssenat, den IXa-Zivilsenat des Bundesgerichtshofes, entlastet.